# アントニオ・ルナ
アントニオ・ルナ（Antonio Luna de San Pedro y Novicio-Ancheta,1866年10月29日 - 1899年6月5日）は、フィリピンの軍人、薬剤師。出身民族はイロカノ族。フィリピン初の軍事学校を創設し、米比戦争ではフィリピン第一共和国の最も優れた将校とみられている。フィリピン革命軍の指揮官アルテミオ・リカルテを引き継ぎ、ゲリラ軍ルナ狙撃隊を組織した。またマニラ北部に建設したルナ防衛線は戦時中にアメリカ軍に苦戦を強いた。

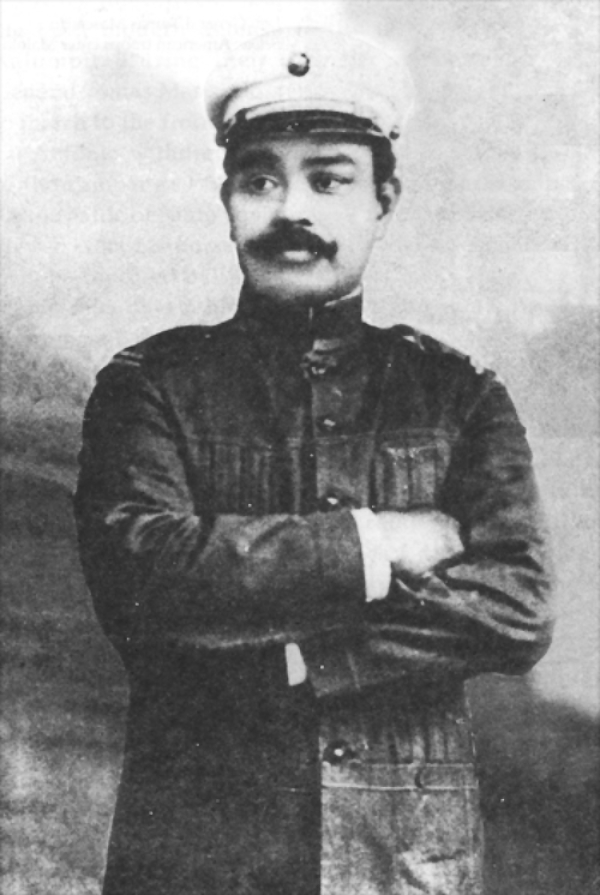
アントニオ・ルナ

## 経歴
アントニオ・ルナはマニラのビノンド、ウルビツトンドで7人兄弟の末子として生まれた。父親のホアキン・ルナ・デ・サン・ペドロは北イロコス州のバドック出身で、母親のロレアナはルナ出身のメスティーソであった。父は政府専売商品の行商人で、兄にはマドリッドに留学した画家のフアン・ルナ、医者になったホセがいる。
アントニオは読み書きをマエストロ・イントンに習い、1593年に成立したカテキズムのドクトリナ・クリスチアナを暗記していたという。

### スペイン留学とプロパガンダ運動
アテネオ・デ・マニラ大学に進学し、1881年に卒業した。サント・トマス大学で文学、化学、薬学、フェンシング、西洋剣術を研究した。1890年に兄のフアンのいるスペインへ留学し、バルセロナ大学で修士号、マドリード・コンプルテンセ大学で薬学博士号を取得した。

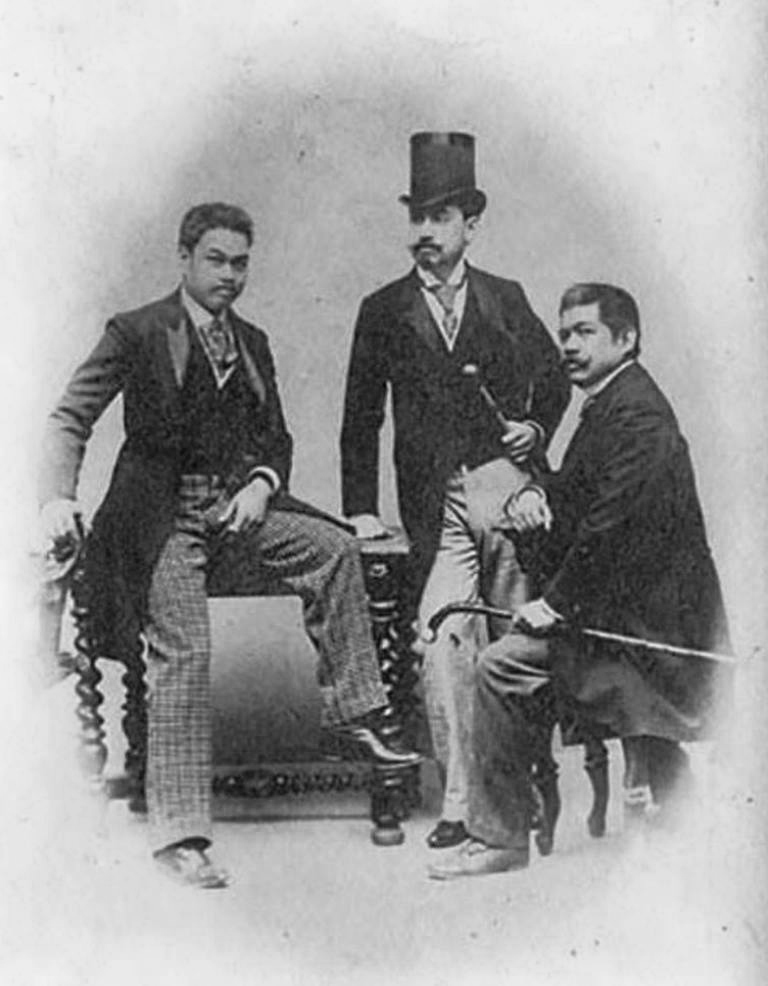
アントニオ・ルナとデ・レテ(中央）、ピラール（右）。1890年、スペイン

スペインでアントニオは在欧フィリピン人のプロパガンダ運動に参加し、ガリカノ・アパシブルが代表をつとめる雑誌『ラ・ソリダリダッド
』に「印象」を寄稿し、スペインの習慣と特異性について論じた。また、他の多くの在スペインフィリピン人の自由主義者と同様にフリーメイソンに加盟し、第3階級マスターメイソンまで昇進した。
1893年にはマラリア研究の著作を発表後、スペイン政府の援助でベルギーとフランスで研究助手を務めた。

### 革命運動への参加
1894年、アントニオはフィリピンに帰国し、マニラ市立研究所所長となった。マニラでは兄のフアンとフェンシング道場を開いた。在欧時代にはアントニオは、他のフィリピン人留学生のようにフィリピンは独立革命よりも穏健な改革の方が好ましいと考えていた。しかし、アンドレス・ボニファシオらの独立運動カティプナンが1896年8月に情報をリークされると、ルナ兄弟は逮捕されフォートサンチャゴに収監されると、革命運動に関わるようになった。一ヶ月後、ホセ・リサールと兄フアンは釈放されたが、アントニオは翌1897年、スペインに国外追放され、カルセル・モデロ・デ・マドリッドに収監された。兄フアンはスペイン王妃にアントニオの釈放を嘆願するなどし、その尽力でアントニオの軍事最高法廷でも裁判は却下され、釈放された。アントニオはフィリピン独立革命の第一段階がビアクナバト協定に終わったことの失敗を後悔し、アギナルドの帰りを待って合流し、第二革命を準備した。後にリエージュ要塞将校となったジェラール・リマンの下でアントニオはゲリラ戦や要塞戦術など軍事戦術を学んだ。
香港でアントニオはアギナルドから推薦状を、フェリペ・アゴンシロから回転式拳銃を受けとり、1898年7月にフィリピンに帰国した。

### 米比戦争

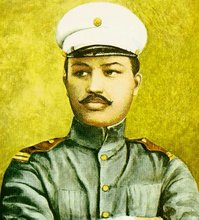
Antonio Luna, The Fiery General

アントニオは1898年8月13日、アメリカ軍がパシッグ川とマニラ湾に面したイントラムロス地区に上陸するのを目撃した。1898年6月からマニラは革命軍に完全に包囲されており、ルキアノ・サン・ミゲル大佐はマンダルヨンを制圧、ピオ・デル・ピラール将軍はマカティを、マリアノ・ノリエル将軍はパラニャーケを制圧し、グレゴリオ・デル・ピラールはサンパロックを進軍した。アントニオはフィリピン軍はイントラムロス地区を占領すべきだと考えたが、アギナルドは、アメリカ海軍アジア方面戦隊司令官ジョージ・デューイの忠告に注意したため、アントニオを塹壕に派遣し、部隊を指示するよう命じた。アメリカ軍の占領の混乱が過ぎると、アントニオはアメリカ軍の無秩序についてアメリカ軍将校に不平を述べるようになった。
アギナルドはアントニオを1898年9月26日、軍事作戦長として准将に任命した。アントニオは官僚としての地位を得たという気休めよりも、熱気ある不幸な若者の部隊を正規軍として組織することに専念した。1898年10月には軍事学校アカデミア・ミリタールをマロロス市内に創設し、1896年のフィリピン独立革命で活躍した軍隊の訓練を行った。ホセ・アレヤンドリノ将軍の協力もあり、また兄であるフアンは学校の制服であるラヤデロをデザインした。アントニオは厳しい規律を重視し、忠誠を重んじた。しかし、この学校は米比戦争の勃発によって活動の中断を余儀なくされた。
また、アントニオは民族意識の覚醒がフィリピン人の強化につながると考え、4ページの日刊紙新聞ラ・インデペンデンシアを1898年9月に刊行した。
1898年12月10日にスペインとアメリカがパリ条約に調印したとき、アントニオは軍事行動のみが祖国を救済することができると確信した。アメリカ軍の増援部隊が上陸する前にトラップをしかけ、ルソン島北部に要塞を築くよう提言したが、フィリピン政府高官はアメリカがフィリピン独立に協力すると信じていたため、これを拒否した。

1899年2月4日、フィリピン将校たちがマロロス市でアメリカの反スペイン帝国主義への攻撃が成功したことを祝して祝賀会を開いていたところ、アメリカ軍はバルサハン橋付近のコンクリート製の要塞での銃撃事件に対応していた。アメリカ軍警備隊がフィリピン軍に発砲し、アメリカ軍は最初に発砲したのはフィリピン側だと主張したことから、パセイからカローカンまでの地域での戦闘マニラの戦いへと発展した。2日後、事変発生をうけてアメリカ合衆国上院はフィリピン併合案を可決したことで、アントニオがアギナルドらに警告していた通りの事態になった。
アントニオは、アギナルドの命令で前線に急行し、三部隊を率いてラロマに向かい、アーサー・マッカーサー・ジュニア准将の部隊と対峙し、戦闘はマリキナ、カローカン、パコで展開した。フィリピン軍は、アメリカ軍の綿密な攻撃計画の対象となって、マニラ湾からのアメリカ海軍司令官ジョージ・デューイ指揮下の艦隊砲撃によって、フィリピン側は2000人が死傷した。

1899年2月7日、アントニオはマニラ地区の現場指揮官に「2月4日のアメリカによる我が軍への野蛮な攻撃」に対して、「フィリピン人を奴隷化しようとするいんちきなアメリカ人に無慈悲な戦争を！独立か死か！」「アメリカ軍は飲んだくれであり泥棒である」という表現をふくむ命令を発した。しかしマニラ市街への砲撃は続き、放火・略奪・フィリピン人女性への強姦などがアメリカ軍によって繰り広げられた。
アメリカ軍の火力の優位にも関わらず、フィリピン軍が抗戦するとは予想していなかったため、アメリカ軍関係者は大変驚き、急遽ひかれた電線でセイロンのコロンボに駐留するヘンリー・ロートン将軍に対して「マニラの状況は危機的。貴官艦隊がはやく到着することは重要」と電報を打った。

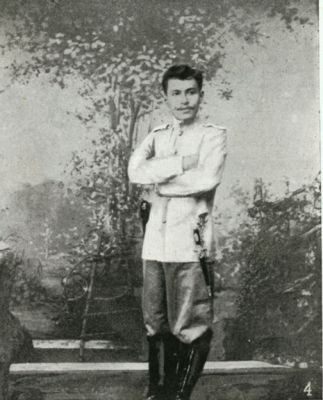
パンパンガを指揮したマスカルド将軍

2月23日の第二次カローカン戦ではフィリピン軍が反撃をし、作戦は南北部隊とルナ狙撃隊によってマニラ内のサンダタハネスとボロメンから開始された。アントニオ指揮下で部隊は3つに別れ、ガルシア将軍の西部攻撃隊、ルラネラ将軍の中央攻撃隊、ゲロニモ将軍の東部攻撃隊で編成された。しかし、各部隊は各地元出身の隊長には忠誠を誓うものの、中央政府の命令には従順でなく、結果として反撃作戦はすぐに崩壊した。
その後アントニオはアギナルドから作戦指揮権を強化され、カローカンからアンゲレスの戦闘では防衛線を築き、プロビンス山には共和国最後の司令部としてのゲリラ基地を築いた。アメリカ軍のオブザーバーは、たくさんの竹でできた塹壕が町から町へと築かれた防衛ラインに驚いた。塹壕内には竹で忍び返しが設置され、尖端には毒が塗られていた。1899年5月にはアントニオの兄ホアキン大佐が作戦の古い要素を警告し、またアメリカの支配を受け入れて自治を行う提案をしたが、アントニオは防衛を緩めることはしなかった。
1899年6月5日、アントニオは、アメリカ占領を受け入れる「自治派」によって射殺された。

## 評価
アントニオ・ルナの軍事行動はアメリカ軍からも賞賛された。フレデリック・ファンストン将軍は「フィリピン共和国において有能で最も攻撃的な将軍」と評価した。フランクリン・ベル将軍も「フィリピン軍がもった唯一の将軍だった」と評価した。

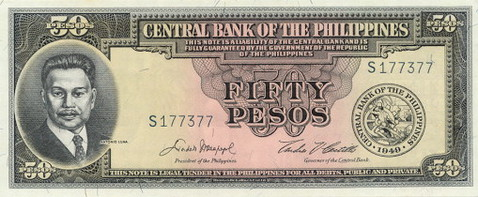
ルナを描いた1951年発行の50ペソ札

また2020年からの運用を予定しているホセ・リサール級フリゲートの2番艦にアントニオ・ルナの名が命名された。